# Ms. Dynamite

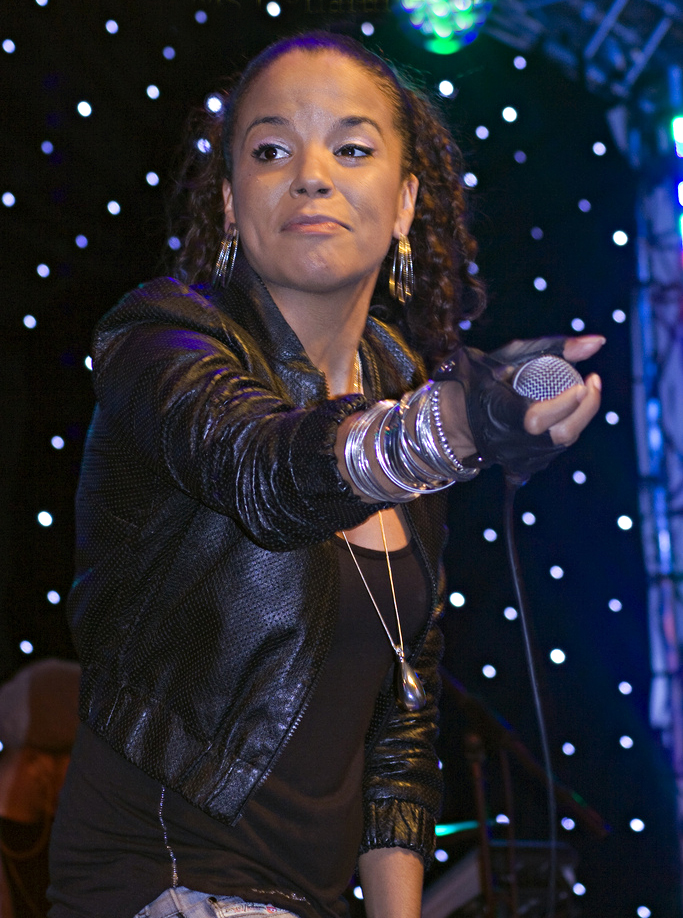
Ms. Dynamite em 2010

Niomi Arleen McLean-Daley (Crawley, 26 de abril de 1981), mais conhecida pelo nome artístico Ms. Dynamite, é uma cantora, compositora e produtora britânica de hip hop e R&B. Ela já venceu um Mercury Prize, dois Brit Awards e três MOBO Awards.

## Prêmios e indicações
Ms. Dynamite foi aceita como Membro da Ordem do Império Britânico em 2018 por seus serviços à música.
| Ano  | Organização                   | Prêmio                                     | Trabalho indicado | Resultado |
| ---- | ----------------------------- | ------------------------------------------ | ----------------- | --------- |
| 2002 | MTV Europe Music Awards       | Melhor Artista do Reino Unido ou Irlanda   | "Ms. Dynamite"    | Indicado  |
| 2002 | Mercury Prize                 | Álbum do Ano                               | "A Little Deeper" | Venceu    |
| 2002 | MOBO Awards                   | Melhor Single                              | "It Takes More"   | Venceu    |
| 2002 | MOBO Awards                   | Artista Britânico do Ano                   | Ms. Dynamite      | Venceu    |
| 2002 | MOBO Awards                   | Melhor Estreante                           | Ms. Dynamite      | Venceu    |
| 2003 | 100 Maiores Britânicos Negros | 100 Maiores Britânicos Negros (posição 14) | Ms. Dynamite      | Indicado  |
| 2003 | Brit Awards                   | Melhor Artista Urbano                      | Ms. Dynamite      | Venceu    |
| 2003 | Brit Awards                   | Artista Feminina Britânica                 | Ms. Dynamite      | Venceu    |
| 2003 | Brit Awards                   | Melhor Artista Britânico                   | Ms. Dynamite      | Indicado  |
| 2003 | Brit Awards                   | Álbum Britânico do Ano                     | "A Little Deeper" | Indicado  |
| 2003 | MOBO Awards                   | Melhor Single                              | "Dy-Na-Mi-Tee"    | Indicado  |
| 2003 | MOBO Awards                   | Melhor Estreante                           | Ms. Dynamite      | Indicado  |
| 2003 | MOBO Awards                   | Artista Britânico do Ano                   | Ms. Dynamite      | Indicado  |
| 2003 | Race in Media Awards          | Personalidade Midiática                    | Ms. Dynamite      | Indicado  |
| 2006 | Brit Awards                   | Melhor Artista Urbano                      | Ms. Dynamite      | Indicado  |